# التأثير الاقتصادي لوباء كوفيد-19 في المملكة المتحدة
كان التأثير الاقتصادي لوباء كوفيد-19 العالمي على المملكة المتحدة مدمرًا إلى حد كبير. لقد أثر سلبًا على السفر والأسواق المالية والتوظيف وعدد من الصناعات والشحن.

## جمع التبرعات الخيرية
أبلغت عدد من المؤسسات الخيرية عن انخفاض كبير في الدخل حيث حددت فجوة تمويل قدرها 4 مليارات جنيه إسترليني، إذ ألغيت فعاليات جمع التبرعات.
بدأ العديد من الأفراد والجماعات في جمع التبرعات للجمعيات الخيرية التي تعمل على دعم المتضررين من الوباء. جمع طوم مور البالغ من العمر 99 عامًا أكثر من 28.2 مليون جنيه إسترليني، وهو أكبر مبلغ مجموع من خلال حملة JustGiving.
أجل ماراثون لندن، أكبر حدث سنوي لجمع التبرعات ليوم واحد في العالم، من موعده في أبريل حتى أكتوبر 2020. في عام 2019، جمع 66.4 مليون جنيه إسترليني للجمعيات الخيرية في يوم الماراثون. للتعويض عن فقدان الدخل، نظمت مجموعة منظمي رياضات المشاركة الجماهيرية تحدي 2.6.
في 18 أبريل، شارك العديد من فناني المملكة المتحدة في Together at Home، وهو حدث موسيقي مباشر قام فيه الفنانون بالعزف في منازلهم، وذلك لمساعدة صندوق الاستجابة للتضامن كوفيد-19 التابع لمنظمة الصحة العالمية. بثت نسخة على BBC One في 19 أبريل.
أعلن الأطفال المحتاجون والإغاثة الكوميدية عن أول مبادرة مشتركة لهم، The Big Night In، بث تلفزيوني في 23 أبريل. جمع الحدث 27.4 مليون جنيه إسترليني في ثلاث ساعات فقط. وعدت حكومة المملكة المتحدة بمطابقة المجموع.
قال كبير المفوضين الخيريين في أيرلندا الشمالية إن الجمهور (كان غيريًا للغاية) -أي لديه إيثار- في دعمه لأسباب استجابة كوفيد، مثل Big Night In وتحدي 2.6 وCaptain Tom Moore، وشجع الجمهور على النظر في جميع المؤسسات الخيرية في وجود.
أعلنت حكومة المملكة المتحدة عن حزمة دعم بقيمة 750 مليون جنيه إسترليني للجمعيات الخيرية في جميع أنحاء المملكة المتحدة. خصص 370 مليون جنيه إسترليني من الأموال لدعم الجمعيات الخيرية المحلية الصغيرة التي تعمل مع الأشخاص الضعفاء، وخصصت لإنجلترا واسكتلندا وويلز وأيرلندا الشمالية في الانهيار التالي
- 310 مليون جنيه إسترليني لإنجلترا
- 30 مليون جنيه إسترليني لاسكتلندا
- 20 مليون جنيه إسترليني لويلز
- 10 مليون جنيه إسترليني لإيرلندا الشمالية.[12][13]

في 27 أبريل، نصحت منظمة Christian Aid بأن أسبوعها السنوي لجمع التبرعات سيمضي خلال الفترة من 10 إلى 16 مايو، ولكن بدون تسليم وتحصيل المغلفات من الباب إلى الباب وعقد فعاليات جمع التبرعات وجهًا لوجه المصاحبة لتشجيع التبرعات عبر الإنترنت.

## بيع الملابس بالتجزئة
أعلنت شركة Edinburgh Woolen Mill (EWM)، التي توظف 24000 شخص في مجموعتها للبيع بالتجزئة التي تضم علامات تجارية للملابس مثل Harris Tweed وPeacocks وJaeger، في أكتوبر 2020 أنها ستعيد هيكلة المجموعة وقد تبيعها.

## البناء والممتلكات
بقيت العديد من مواقع البناء تعمل في البداية بعد إدخال قواعد التباعد الاجتماعي. بعد نصيحة الحكومة، أوقف المقاولون بما في ذلك Mace العمل مؤقتًا في 24 مارس. الارتباك حول ما يشكل العمل الأساسي، جنبًا إلى جنب مع تنفيذ المقاولين للالتزامات التعاقدية للمقاولين من الباطن، يعني أن بعض المشاريع استمرت قيد التشغيل، وشهد العديد من عمال الموقع تطبيقًا متغيرًا للغاية لاحتياطات التباعد الاجتماعي (أوقفت بعض المشاريع مؤقتًا بعد أن انتهك العمال التباعد الاجتماعي القواعد). في اسكتلندا، صدر أمر بتعليق العمل في جميع مشاريع البناء غير الضرورية اعتبارًا من 6 أبريل. المقاولون الرئيسيون بما في ذلك Mace وMcAlpine وLaing O'Rourke وWates وMorgan Sindall وضع كل منهم مئات العمال في إجازة. أظهرت بيانات مكتب الإحصاء الوطني المنشورة في يونيو 2020 أن أكثر من 80% من شركات البناء لديها موظفين إجازة؛ في المتوسط، أجرت الشركات 42% من موظفيها. في المجمل، مولت الحكومة أجور حوالي 1.5 مليون عامل بناء، بتكلفة إجمالية (حتى نهاية يونيو 2020) بلغت 5.4 مليار جنيه إسترليني. كانت شركة Contractor Wates Group من بين أوائل الذين أعلنوا عن تسريح موظفين (300، حوالي 8% من قوتها العاملة) وتبعها آخرون؛ في يونيو، قال مجلس قيادة البناء إن حوالي 10% من عمال البناء قد يفقدون وظائفهم بحلول سبتمبر 2020.
بحلول 17 أبريل، توقف العمل في 2434 موقعًا بريطانيًا (وفقًا لمسح غلينيغان للمشاريع التي تزيد قيمتها على 250.000 جنيه إسترليني)؛ تم إيقاف حوالي 58 مليار جنيه إسترليني أو 35% من إجمالي قيمة البناء في المملكة المتحدة مؤقتًا. قام غلينيغان لاحقًا بتحديث تقديراته ليقول إن 43% من المواقع توقفت عن العمل خلال الأسابيع الستة الأولى من أزمة كوفيد-19، مع إغلاق 3636 موقعًا، بما في ذلك 466 في اسكتلندا؛ قال بربور ABI إن 4500 مشروع -بقيمة إجمالية 70.7 مليار جنيه إسترليني- قد تأخرت.
أثر انخفاض نشاط البناء على موردي المواد: ذكرت Kingspan أن أعمالها في المملكة المتحدة قد انخفضت إلى النصف، مع انخفاض الإيرادات العالمية بمقدار الثلث؛ أبلغت شركة Marshalls plc عن انخفاض بنسبة 27% في المبيعات وتوقعت تسريح 400 موظف؛ وفي 21 مايو أعلن التجار عن انخفاض مبيعات الربع الأول بنسبة 6.7% وسط استمرار النقص في مواد البناء.
في أوائل شهر مايو: قال مؤتمر Builders الخاص بشركة البيانات إن فرص مناقصات البناء انخفضت من متوسط شهري قدره 664 مشروعًا في 12 شهرًا حتى مارس 2020 إلى 220 في أبريل 2020، مع توفر 217 مشروعًا حتى يوليو؛ IHS Markit / CIPS UK Construction سجل مؤشر النشاط الإجمالي أكبر انخفاض في إنتاج البناء في المملكة المتحدة منذ بدء المسح في عام 1997؛ منح 115 عقدًا في أبريل 2020 مقارنة بـ 180 عقدًا في أبريل 2019، في حين انخفضت القيمة الإجمالية من 2.82 مليار جنيه إسترليني إلى 1.25 مليار جنيه إسترليني، مع يشعر العملاء بالقلق من التوقيع على عقود كبيرة؛ وذكر تقرير إروين ميتشل / مركز الاقتصاد وأبحاث الأعمال أن البناء، الذي يخسر حوالي 300 مليون جنيه إسترليني يوميًا، كان أحد أكثر القطاعات الاقتصادية الثلاثة تضررًا. توقعت أكثر السيناريوهات الثلاثة تفاؤلًا في توقعات جمعية منتجات البناء (CPA) في أواخر مايو أن ينخفض إنتاج البناء في المملكة المتحدة بنسبة 25% في عام 2020 قبل أن ينتعش في عام 2021 (لكن ما يزال ينهي 6% أقل من عام 2019) بسبب جائحة كوفيد-19. أظهرت بيانات مكتب الإحصاءات الوطني أن إنتاج البناء في بريطانيا العظمى قد انهار بنسبة 40.2% في أبريل 2020؛ على الرغم من الارتفاع في مايو، ظل الإنتاج منخفضًا بنسبة 40% تقريبًا في فبراير 2020، وهو مستويات ما قبل الجائحة. [37] في أغسطس، بعد استئناف العمل في الموقع بسرعة أكبر من المتوقع بعد الإغلاق، توقعت اتفاقية السلام الشامل أن ينخفض إنتاج البناء بنسبة 20.6% في عام 2020.